# Фронкново
Фронкново (пол. Frąknowo, нім. Frankenau) — село в Польщі, у гміні Нідзиця Нідзицького повіту Вармінсько-Мазурського воєводства.
Населення — 170 осіб (2011).
У 1975-1998 роках село належало до Ольштинського воєводства.

## Демографія
Демографічна структура станом на 31 березня 2011 року:
|          | Загалом | Допрацездатний вік | Працездатний вік | Постпрацездатний вік |
| -------- | ------- | ------------------ | ---------------- | -------------------- |
| Чоловіки | 90      | 20                 | 62               | 8                    |
| Жінки    | 80      | 17                 | 45               | 18                   |
| Разом    | 170     | 37                 | 107              | 26                   |